# Cao Sang
Dans ce nom vietnamien, le nom de famille, Cao, précède le nom personnel.
Cao Sang est un joueur d'échecs vietnamien né le 6 septembre 1973.
Cao Sang a vécu en Hongrie de 1995 à 2010 et a été affilié à la Fédération hongroise des échecs de 2001 à 2010. Grand maître international depuis 2003, il est revenu au Viêt Nam en 2011.
Au 1er février 2021, il est le huitième joueur vietnamien avec un classement Elo de 2 414 points.

## Biographie et carrière
Au début des années 1990, Cao Sang était un des meilleurs joueurs vietnamiens. Il représenta le Vietnam lors de quatre olympiades consécutives de 1990 à 1996, remportant 19 points en 24 parties. Il remporta une médaille de bronze individuelle à l'échiquier de réserve en marquant 4 points sur 6 lors du championnat d'Asie par équipes de 1991.
Il déménagea en 1995 en Hongrie et remporta de tournoi de maîtres de Budapest de décembre 1995. En 2002, il finit troisième du championnat de Hongrie d'échecs qui était un tournoi à élimination directe disputé à Balatonlelle. Cao Sang battit Ferenc Berkes lors du match pour la troisième place.
En 2005, il finit 27e avec 8 points sur 13 du championnat d'Europe d'échecs individuel, ce qui le qualifia pour la Coupe du monde d'échecs 2005 à Khanty-Mansiïsk où il battit Andriï Volokitine au premier tour (1,5 à 0,5) puis perdit au deuxième tour face à Xu Jun.
Revenu au Viêt Nam, il finit septième du championnat vietnamien en 2011, sixième en 2013, troisième-quatrième ex æquo en 2014 et septième en 2018.